# Valea Ursului, Buzău
Valea Ursului este un sat în comuna Mânzălești din județul Buzău, Muntenia, România. Se alfă în nordul județului, în zona Munților Buzăului.